# Asparagus filifolius
Asparagus filifolius — вид рослин із родини холодкових (Asparagaceae).

## Середовище проживання
Росте у Сирії, Іраку, Туреччині.